# ريتشارد تايلور (سياسي)
ريتشارد تايلور (بالإنجليزية: Richard Taylor)‏ هو ضابط وسياسي أمريكي، ولد في 27 يناير 1826 بلويفيل في الولايات المتحدة، وتوفي في 12 أبريل 1879 في نفس البلد. حزبياً، نشط في الحزب الديمقراطي. وقد انتخب عضو مجلس ولاية لويزيانا.

## روابط خارجية
- ريتشارد تايلور على موقع الموسوعة البريطانية (الإنجليزية)